# Тамара Кроу
Тамара Кроу (англ. Tamara Crow, 3 лютого 1977) — американська синхронна плавчиня.
Призерка Олімпійських Ігор 2004 року.